# De Tomaso P72
La De Tomaso P72 è un'auto ad alte prestazioni sportive annunciato nel 2019, di cui è prevista una produzione in edizione limitata dalla casa automobilistica italiana De Tomaso. Basata sulla Apollo Intensa Emozione, la P72 è un omaggio al prototipo P70, prodotto dalla stessa azienda nel 1965.

## Contesto
Dopo numerosi e fallimentari tentativi di acquisto e rilancio della De Tomaso, nel 2015 è venduta alla Ideal Team Ventures Limited (con sede a Hong Kong), la stessa che comprò la Gumpert.
Sotto la nuova gestione è iniziata la progettazione di una nuova vettura nota col nome in codice Project P. L'auto è stata presentata col nome definitivo "P72" al Goodwood Festival of Speed nel 2019. Essa utilizza un telaio monoscocca in fibra di carbonio costruito secondo le norme LMP1 e si basa sulla Apollo Intensa Emozione. Tuttavia, a differenza della IE, la P72 è stata concepita come una gran turismo.

## Stile

### Esterni
Progettata da Jowyn Wong, la P72 esternamente presenta elementi stilistici combinati e ispirati alla De Tomaso P70 e alle auto da corsa di Le Mans degli anni 1970.

### Interni
Internamente alcuni elementi come i sedili sono rivestiti in pelle cucita a diamante, il cambio ha i meccanismi a vista, come nella Pagani Huayra, ed è dettagliato con elementi in rame lucido, così come i quadranti e il volante.

## Motorizzazione
La De Tomaso P72 monta un motore Ford Coyote V8 da 5,0 litri sovralimentato da un compressore prodotto dalla statunitense Roush, abbinato a un cambio manuale a 6 rapporti. Il motore sviluppa una potenza di oltre 700 CV e una coppia di circa 825 N·m.

## Produzione e distribuzione
La produzione avrebbe dovuto inizialmente avvenire negli Stati Uniti, tuttavia a causa di complicanze burocratiche derivate dalla pandemia di COVID-19 la dirigenza aziendale ha dovuto spostare il luogo di fabbricazione della vettura in Germania, nella nuova sede prevista nei pressi del Nürburgring, in collaborazione con l'azienda tedesca Capricorn. Il primo esemplare è stato effettivamente presentato a fine 2024 con l'avvio della produzione previsto nel 2025.
La produzione prevista è di 72 esemplari.